# Jonmi Magunagoitia
Jon Mikel Magunagoitia Blasco (Amorebieta-Echano, 6 de agosto de 2000), más conocido como Jonmi Magunagoitia es un futbolista español que juega de guardameta en la SD Eibar de la Segunda División.

## Trayectoria
Nacido en Amorebieta, se formó en la cantera de la Sociedad Deportiva Amorebieta hasta la edad cadete, cuando ingresó en 2017 en el equipo juvenil de la SD Eibar donde jugaría durante una temporada. 
En la temporada 2018-19, firmó por la Sociedad Deportiva Amorebieta de la Segunda División B de España, en calidad de cedido por la SD Eibar, donde juega durante 14 partidos. 
El 22 de enero de 2019, regresa a la SD Eibar y se enrola en su filial, el Club Deportivo Vitoria de la Segunda División B de España, donde juega 12 partidos durante el resto de la temporada y no podría evitar el descenso a Tercera División.
En la temporada 2020-21, jugaría en el filial armero en la Tercera División. El guardameta zornotzarra entró en varias convocatorias del primer equipo, donde tuvo el rol de tercer portero, aunque no llegó a debutar en duelo oficial.
El 7 de julio de 2021, firma por el Zamora CF de la Segunda División B de España, donde juega 8 partidos, ya que comenzó la temporada como titular, pero una grave lesión de rodilla en la séptima jornada le apartó de los terrenos de juego durante siete meses.
El 18 de julio de 2022, firma por la SD Amorebieta de la Primera Federación.

## Clubes
| Club          | País   | Temporada   |
| ------------- | ------ | ----------- |
| SD Amorebieta | España | 2018        |
| CD Vitoria    | España | 2019-2021   |
| Zamora CF     | España | 2021-2022   |
| SD Amorebieta | España | 2022 - 2024 |
| SD Eibar      | España | 2024 - Act. |